# Гранд-Жатт (острів)

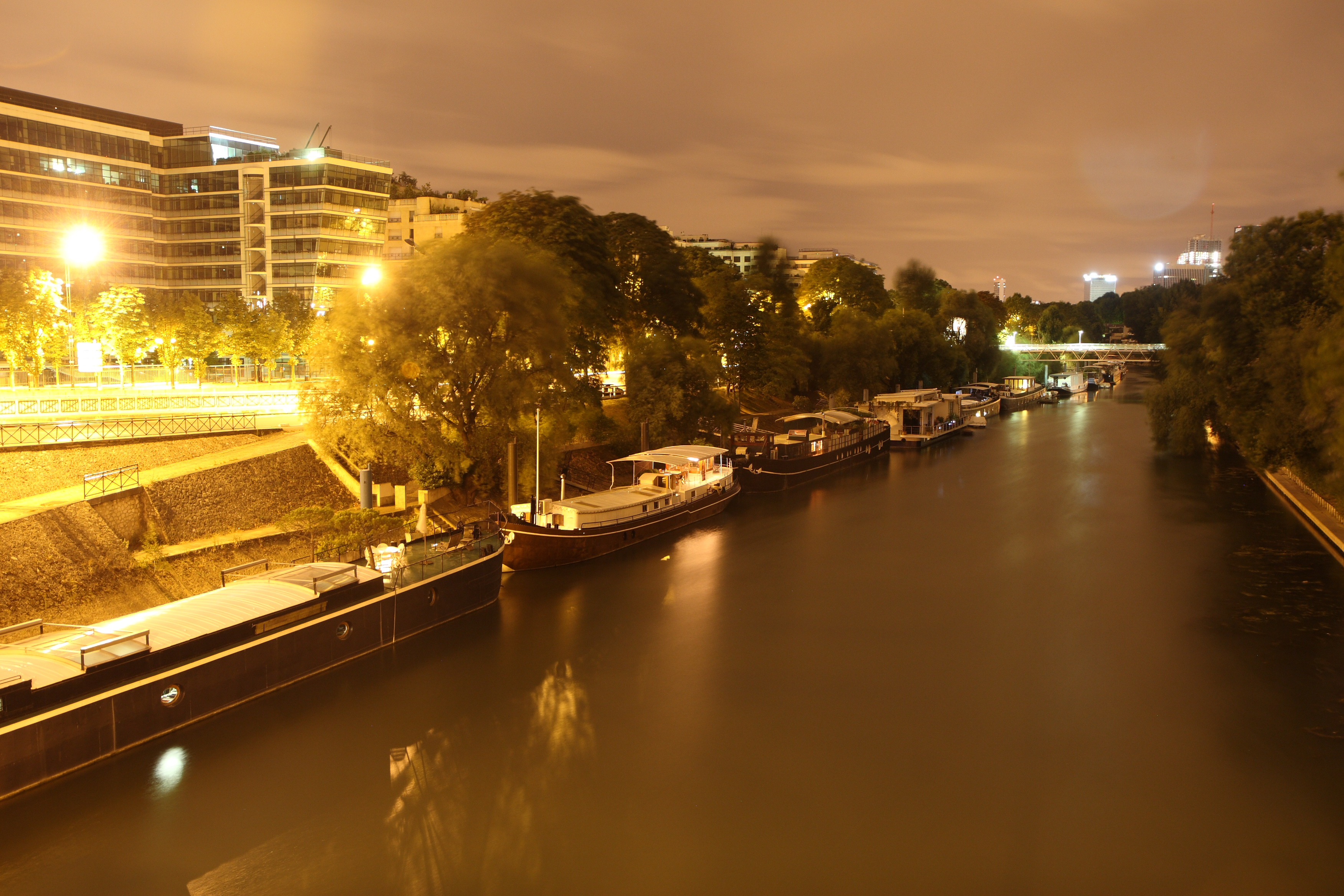
На острові Гранд Жатт

Острів Гранд-Жатт, також Острів Жатт (фр. Île de la Jatte, або фр. La Grande Jatte) — острів на Сені, приблизно 2 км завдовжки, розташований на околицях Парижа.

## Географія й історія
Острів розташований в О-де-Сен між Неї-сюр-Сен і Леваллуа-Перре з одного, та Курбевуа з іншого боку. Південна частина острова належить до муніципалітету Неї-сюр-Сен, а північна — до Леваллуа-Перре.
Острів Жатт перетинають два мости — міст Левалуа на північній частині і міст Курбевуа по середині. На острові Жатт, який раніше називався Гранд-Жатт, споруджено житловий квартал. На острові також розташовані міські парки: Сад храму Любові, знаходиться на півдні і з'єднаний з правим берегом (Neuilly-sur-Seine) переходом, а парк острова Жатт розташований у північній частині острова разом з пасіками і музеєм Сени.
Острів Жатт є одним з фешенебельних і дорогих місць Парижа. Відомий як місце проживання багатьох паризьких знаменитостей. Ніколя Саркозі жив там зі своєю колишньою дружиною . Багато відомих акторів, співаків, журналістів проживають на
острові.
Сьогодні населення острова становить бл. 4 000 чоловік.

## Галерея
Острів був улюбленим місцем пленерів імпресіоністів. Картини з мотивами острова писали Жорж Сера, Клод Моне, Альфред Сіслей, Вінсент ван Гог.

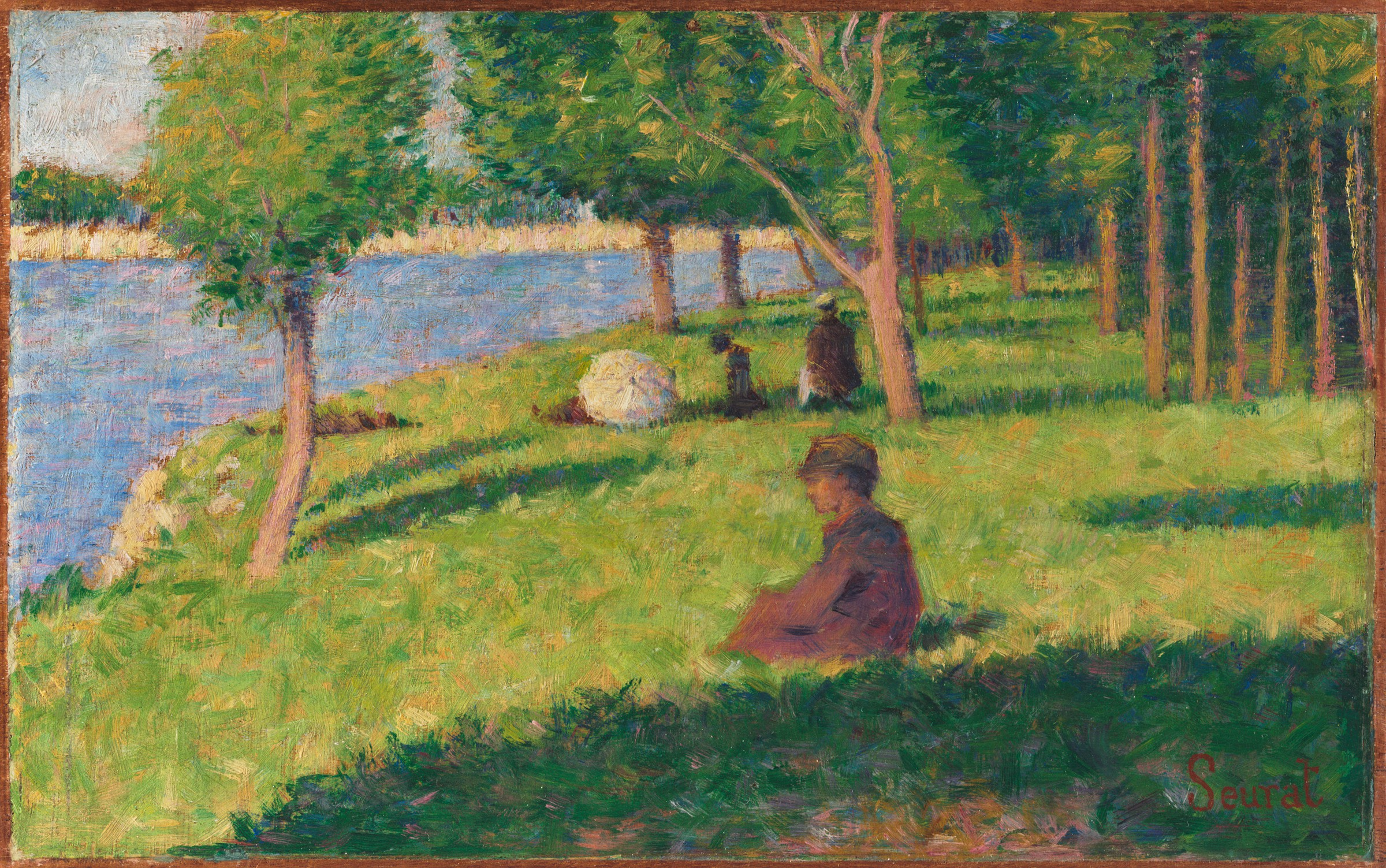
Жорж Сера, Сидячі постаті, 1884
- Жорж Сера, Група персонажів, 1884-1885
Жорж Сера, Сена біля Гранд Жатт, весна, 1888
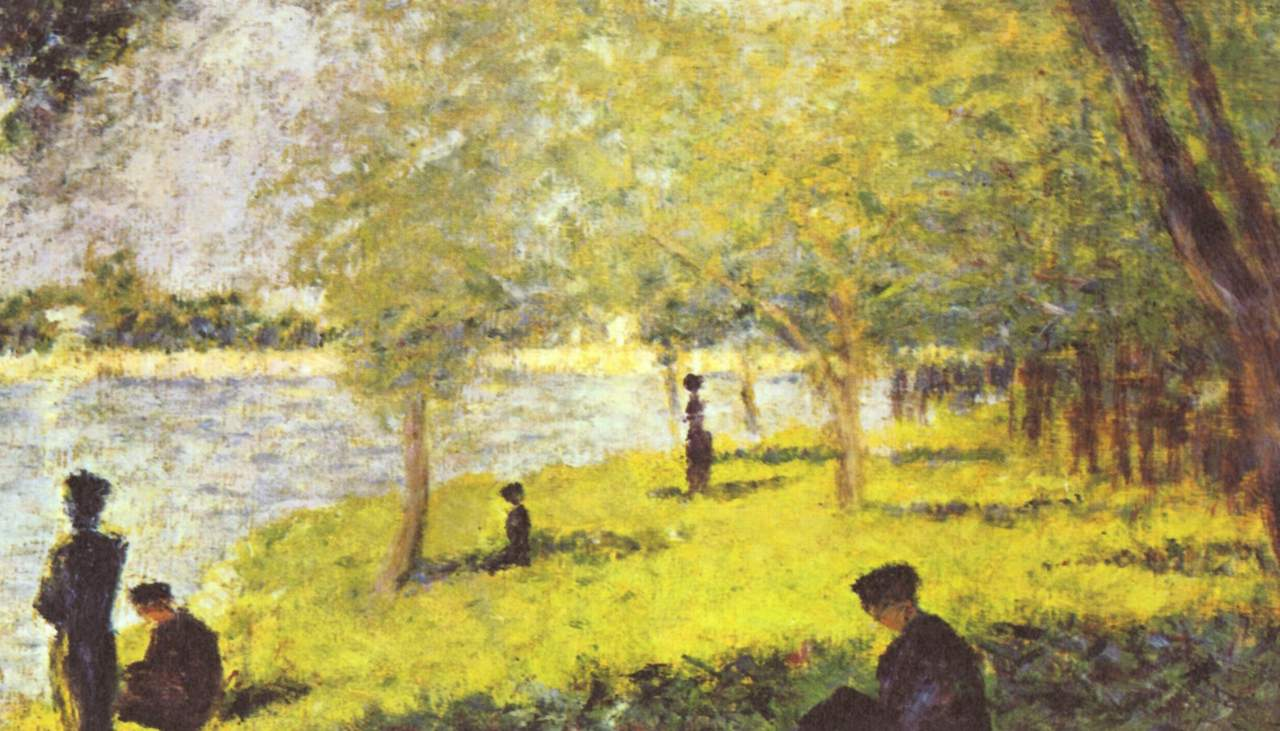
Жорж Сера, Недільне післяобіддя на острові Гранд Жатт, 1884=1886
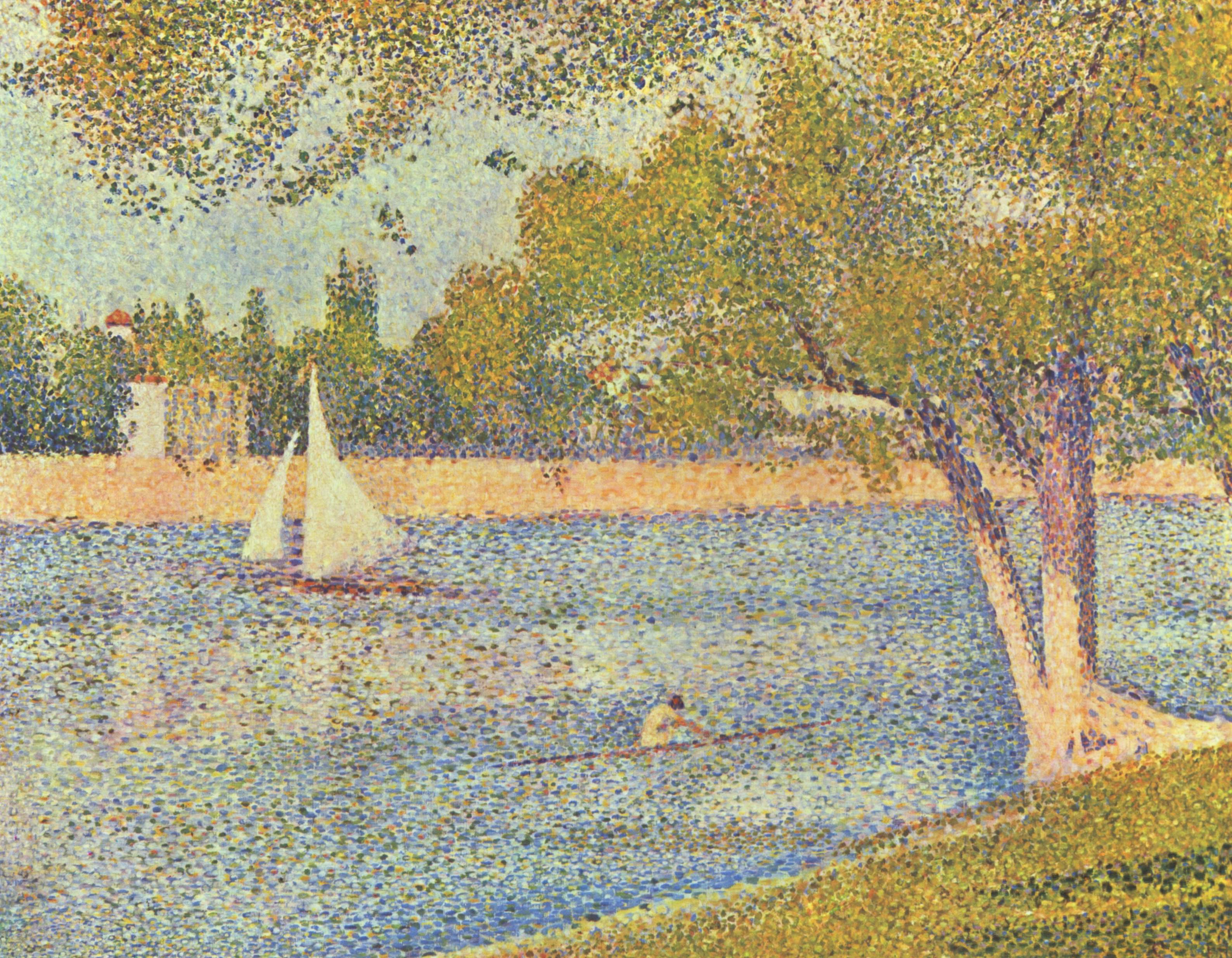
Жорж Сера, Сена біля Гранд Жатт, весна, 1888
Жорж Сера, Недільне післяобіддя на острові Гранд Жатт, 1884=1886